# Viktor Kassai
Viktor Kassai (10. rujna 1975.) je mađarski nogometni sudac iz Tatabánya.

## Životopis
Jedan je od 12 nogometnih sudaca, koji su sudili na Europskom nogometnom prvenstvu 2012. u Poljskoj i Ukrajini.
| Runda     | Datum            | Stadion               | Momčad #1 | Rez. | Momčad #2  |   |   |
| --------- | ---------------- | --------------------- | --------- | ---- | ---------- | - | - |
| Skupina C | 10. lipnja 2012. | PGE Arena, Gdanjsk    | Italija   | 1:1  | Španjolska | 7 | 0 |
| Skupina D | 19. lipnja 2012. | Donbas Arena, Donjeck | Engleska  | 1:1  | Ukrajina   | 5 | 0 |